# Колесов, Борис Иванович
Бори́с Ива́нович Колесов (род. 1937) — советский футболист, нападающий, преподаватель высшей школы.
Начинал карьеру в команде класса «Б» (Д2) «Шахтёр» Шахты в 1959 году. В 1961—1962 годах в чемпионате СССР провёл 30 игр, забил 4 гола в составе кишинёвской «Молдовы». В 1963—1966 играл за «Шахтёр» в классе «Б» (Д3). Завершил карьеру в «Кузбассе» Кемерово в 1967 году. 
С 1974 по 1980 год являлся заведующим кафедрой "Физическое воспитание и спорт" Шахтинского технологического института бытового обслуживания (ШТИБО). 
Продолжает работу в роли тренера-преподавателя.